# Рюфенах
Рюфенах (нім. Rüfenach) — громада  в Швейцарії в кантоні Ааргау, округ Бругг.

## Географія
Громада розташована на відстані близько 85 км на північний схід від Берна, 18 км на північний схід від Аарау.
Рюфенах має площу 4,2 км², з яких на 11,5% дозволяється будівництво (житлове та будівництво доріг), 47,4% використовуються в сільськогосподарських цілях, 40,7% зайнято лісами, 0,5% не є продуктивними (річки, льодовики або гори).

## Демографія
2019 року в громаді мешкало 841 особа (-2,9% порівняно з 2010 роком), іноземців було 11,9%. Густота населення становила 202 осіб/км².
За віковим діапазоном населення розподілялося таким чином: 18,9% — особи молодші 20 років, 62,1% — особи у віці 20—64 років, 19% — особи у віці 65 років та старші. Було 329 помешкань (у середньому 2,6 особи в помешканні).
Із загальної кількості 197 працюючих 45 було зайнятих в первинному секторі, 15 — в обробній промисловості, 137 — в галузі послуг.